# Бахманруд
Бахманруд (тадж. Баҳманрӯд) — селище на правах джамоату у складі Хатлонської області Таджикистану. Адміністративний центр Темурмаліцького району.
Статус селища міського типу — з 1966 року. До 30 жовтня 1953 року — кишлак Кзил-Мазар. З 30 жовтня 1953 по 16 квітня 2021 року — смт. Совєтський (тадж. Совет). 16 квітня 2021 року перейменовано на Бахманруд.

## Клімат
Містечко знаходиться у зоні, котра характеризується вологим континентальним кліматом з теплим літом. Найтепліший місяць — липень. Найхолодніший місяць — січень.